# Mサイズ
Mサイズは日本のお笑いコンビ。以前は浅井企画に所属していたが、後にフリーで活動していた。ワタナベコメディスクール6期生。2004年4月に結成。2013年4月に解散。

## 概要
- 二人は高校の同級生同士。
- コンビ名は、二人の名前のイニシャル（まみ、麻衣）が二人とも「M」であり、そこから名付けられた[1]。
- 浅井企画所属当時は芸能人女子フットサルチーム「ASAI RED ROSE」に所属していたが、2006年12月16日をもって退団、同時に浅井企画も退社。
- 退社後はフリーでライブ、舞台と大学の勉強を両立させていたが、その後2007年にワタナベコメディスクールのオーディションにおいて『準部門賞』を受賞、Mサイズ2人で同スクールに在籍していた。
- あんいーぶんと『ツインテールズ』という音楽ユニット名で、また、めっちぇん、あんいーぶんとの3組で『凸凹オトメサイズ』というユニット名としても活動していた。
- 2008年4月、就職のためお笑い活動を一時休止することを、公式ホームページの『インフォメーション』（2008年4月13日分）で発表した。なお本人たちは『お笑いを辞めるわけではありません』と、この中で述べている。
- 2013年4月、2人の価値観が変わったことを理由に解散。[2][3]

## 芸風
- 主にコントで、ボケ役の浅野のテンションの高さが特徴。
- 赤（板垣）と青（浅野）のチアリーダー風の衣装で、「イライラする人の話」などをピンクレディーの『サウスポー』をパロディ化した歌に合わせて披露するという芸を持つ。しかし、この芸が著作権的な問題も有ってやり辛く、「インターネットテレビでも出来なかった」ということをブログで話していたことがある[4]。そのため今後を考え、それまでのパロディに代えてオリジナル曲を作ることにしたということである[5]。

## メンバー
- 浅野麻衣（1985年9月7日（39歳） - 岡山県瀬戸内市邑久町出身。）

ボケ担当。160cm、50kg。O型。女子美術大学芸術学部卒業。(2008年3月卒業。)
「ASAI RED ROSE」に所属時の背番号は『8』
- 板垣まみ（1985年7月4日（39歳） - 岡山県出身。）

ツッコミ担当。158cm、50kg。O型。日本大学経済学部卒業。(2008年3月卒業。)
「ASAI RED ROSE」に所属時の背番号は『9』

## 出演
- あっ!と芸人コレクション!（あっ!とおどろく放送局）

『アイドル』（2006年8月15日）、『釣りデート』（2006年9月19日）のコントを披露
- カイブツ （2007年12月29日）